# Amaury de Sèze
Pour les articles homonymes, voir de Sèze.
Pour les autres membres de la famille, voir Famille de Sèze.
Amaury de Seze, né le 7 mai 1946 dans le XVIe arrondissement de Paris, est un homme d'affaires et administrateur d'entreprises français.
Membre du directoire de la banque Paribas de 1993 à 1998, il dirige le fonds d'investissement PAI partners de 1998 à 2007. Président du conseil de Carrefour de 2008 à 2011, il en est ensuite administrateur, ainsi que de nombreuses autres entreprises parmi lesquelles Publicis, Thales, Dassault, Suez ou encore La Poste.

## Biographie

### Famille et études
Né en 1946, il est le fils du colonel Arnaud de Sèze et de Jacqueline Darcy. Arnaud de Sèze est l'arrière-arrière-petit-fils de Paul-Victor de Sèze (1754-1830), député aux États généraux de 1789 et premier recteur de l'académie de Bordeaux, dont le frère Raymond de Sèze s'est illustré comme défenseur du roi Louis XVI à son procès devant la Convention, et l'arrière-petit-fils d'Aurélien de Sèze (1799-1870), représentant de la Gironde aux assemblées de 1848 et 1849.
Amaury de Sèze poursuit ses études secondaires à Reims au collège Saint-Joseph, dirigé par son oncle, le jésuite Charles de Sèze. Il est titulaire d'un master de la Stanford Graduate School of Business (1993). Il fut auditeur à l’Institut des hautes études de défense nationale (IHEDN) en 1982-1983.
Il est le propriétaire du château de Gouville, construit par Legouz de Gerland, à Corcelles-les-Monts, près de Dijon. Ce château lui est venu par sa mère, arrière-petite-fille de l'industriel Henry Darcy, qui en avait fait l'acquisition.

### Carrière
- 1968 : Bull General Electric.
- 1976 : Directeur des relations industrielles à Videocolor (it)[4]., alors joint-venture commune entre Thomson-CSF et Radio Corporation of America.
- 1978 : Groupe Volvo. Recruté comme secrétaire général de Volvo France, il s'y distingue lors d'un conflit avec les syndicats, lors d'une restructuration. Le responsable du site de Sarcelles ayant été séquestré par les syndicats, il analyse que la police n'interviendra pas, en raison de l'étiquette communiste du maire, et convainc Robert Dethorey, le directeur général suédois, que la solution est de mettre le feu à au bureau du directeur, afin que les pompiers interviennent. Celui-ci transmet la consigne, le feu est mis à une poubelle, et les pompiers délivrent le directeur. Lorsqu'il quitte le groupe, le DG, impressionné, le propose comme remplaçant[6]. Il est nommé ensuite président de Volvo Corporate Europe et membre du comité stratégique de Renault, et devient le premier non-suédois à siéger au comité exécutif de Volvo[7], où il travaille pendant trois ans au projet de fusion des deux groupes[4].
- 1993 : Après l'échec de la fusion Volvo - Renault, il rejoint le Groupe Paribas, en tant que membre du directoire de la Compagnie financière de Paribas et de la Banque Paribas, où il est nommé en 1995 PDG de PAI, la filiale chargée des participations et des affaires industrielles au sein de la Banque[4].
- 1998 à décembre 2007 : président et actionnaire de PAI partners, société de gestion de portefeuille. Il y participe à de nombreuses opérations de restructuration-vente, dont celles de Vivarte[8], d'Amora Maille ou de la Saur[4] : cette fonction lui a permis de s'enrichir considérablement[9]. En 2015, il n'a plus de fonction exécutive, mais il est président du conseil de surveillance[10].
- Fin 2007, il est nommé vice-président de PowerCorp, la holding financière des milliardaires canadiens Paul Desmarais père et fils. Il partage à partir de 2008 son temps, pour moitié au Canada et pour moitié en France[4].
- En 2008, il est nommé successivement  vice-président puis président[11] du conseil de surveillance du Groupe Carrefour par Blue Capital, une filiale commune du fonds Colony Capital et du Groupe Arnault. Lors de l'été 2008, la structure de gouvernance du groupe est modifiée, passant d'un système de conseil de surveillance et directoire à une forme avec Conseil d'administration ; Bernard Arnault, conseil pris auprès d'Albert Frère, le propose alors comme président de ce conseil d'administration, lui permettant ainsi d'affaiblir la position du directeur général José Luis Duran[7],[4]. En 2011, tout en restant administrateur, il cède sa place à son directeur général, Lars Olofsson, qui est remplacé à son tour en 2012 par Georges Plassat, avec qui il a longtemps travaillé au sein de PAI Partners.

### Homme de réseau
Amaury de Sèze est décrit par l'ensemble de ses relations comme un « homme de réseau ». Ami du financier Albert Frère, de Paul Desmarais, David de Rothschild ou  Martin Bouygues, il chasse volontiers avec un autre de ses amis, Henri de Castries et Claude Bébéar.
Amaury de Sèze est ou a été membre de nombreux conseils d'administration ou de surveillance de sociétés de première importance en France et à l'étranger : on peut citer, à côté des entreprises déjà mentionnées, Imerys (mines), Publicis (communication), Thales (électronique), Groupe industriel Marcel Dassault (holding), Gras Savoye (assurances), Suez Environnement, Groupe Bruxelles Lambert (holding), ATOS (conseil), La Poste, UGC, Fives-Lille (industrie)... À ce titre, il est considéré comme « un des patrons les plus puissants de France », dont l'« influence couvre un quart des entreprises du Cac 40 ». Il est « classé parmi les décideurs français les plus puissants ».
Amaury de Sèze est membre du Jockey Club, du Siècle et du Cercle de l'Union.